# Isa-begov hamam (Sarajevo)
Isa-begov hamam, poznat i kao Carev hamam, je najstarije javno kupatilo u Sarajevu. Dao ga je izgraditi treći beg osmanlijske pokrajine Bosne i glavni osnivač Sarajeva i Novog Pazara, Isa-beg Isaković. Podignut je u neposrednoj blizini Careve džamije. Hamam se spominje već 1462. godine. Vremenom je zgrada hamama oštećena, a potpuno je srušena 1889. godine.
Hamam je ponovno sagrađen 1891. po nacrtu arhitekta Josipa Vancaša. Jedan dio zgrade je urađen po uzoru na stari hamam, dok je drugi dio moderno kupatilo zapadnog tipa. 